# Ute Lange
Ute Lange (* 1960) ist Professorin für Hebammenwissenschaft an der Hochschule für Gesundheit in Bochum.

## Werdegang
Ute Lange hat eine Hebammenausbildung an der Universitätsklinik Göttingen absolviert. Zwischen 1983 und 2011 war sie als Hebamme tätig. Von 2005 bis 2011 übernahm sie die Funktion als Beauftragte für Internationale Hebammenarbeit im Deutschen Hebammenverband (DHV). In den Jahren 2012 bis 2015 war Ute Lange an der Hochschule Osnabrück Stipendiatin der Graduiertenförderung (in Kooperation mit der Universität Witten/Herdecke) sowie Doktorandin in der Fakultät für Gesundheit (ebenfalls Universität Witten). Sie promovierte 2015 zur Doktorin der medizinischen Wissenschaften, ihre Dissertation befasst sich mit Schwangerschaft und Geburt bei chronischer Erkrankung. Seit 2015 ist sie Professorin für Hebammenwissenschaft an der Hochschule für Gesundheit Bochum. Darüber hinaus absolvierte Ute Lange ein Studium der Soziologie und Erziehungswissenschaften an der Fernuniversität Hagen, das sie 2007 als Magistra Artium abschloss. Sie ist Mitherausgeberin der Zeitschrift Hebamme im Thieme-Verlag.

## Arbeits- und Forschungsschwerpunkte
Die Arbeits- und Forschungsschwerpunkte von Ute Lange sind Schwangerschaft und Geburt bei chronischer Erkrankung und Behinderung, Human Rights in Childbirth (HRiC), Geburtshilfliche Versorgungskonzepte, Soziale Ungleichheit, Diversität und Frauengesundheit sowie Internationale Hebammenarbeit.

## Mitgliedschaften
- Mitglied im Netzwerk Women in Global Health Germany[4]
- Sprecherin der Fachgruppe Internationale Hebammenarbeit in der Deutschen Gesellschaft für Hebammenwissenschaft (DGHWi)[5]
- Mitglied im Programmbeirat des Deutschen Hebammenkongresses 2023[6]

## Auszeichnungen
- XXelle-Nadel der AIDS-Hilfe Wuppertal e. V.[7][8]

## Publikationen (Auswahl)
- Marrium Habib, Sabine Ludwig, Clarissa Prazeres da Costa: The impact of the COVID-19 pandemic on pregnancy, birth and sexual & reproductive health and rights: Perspectives from Germany and Somalia. In: Journal of Global Health. Nr. 11, 2021, doi:10.7189/jogh.11.03085.
- Familie und Gesundheit. In: Andrea Stiefel, Karin Brendel, Nicola H. Bauer (Hrsg.): Hebammenkunde. Lehrbuch für Schwangerschaft, Geburt, Wochenbett und Beruf. Stuttgart 2020, ISBN 978-3-13-240450-2, S. 239–247.
- mit J. Friedrich.: Frauen in besonderen Lebenssituationen, In: Andrea Stiefel, Karin Brendel, Nicola H. Bauer (Hrsg.): Hebammenkunde. Lehrbuch für Schwangerschaft, Geburt, Wochenbett und Beruf. Stuttgart 2020, ISBN 978-3-13-240450-2, S. 219–335.
- mit F. van Essen: Aspekte der geburtshilflichen Versorgung von Frauen mit Lernschwierigkeiten. In: K. Walther, K. Römisch (Hrsg.): Gesundheit inklusive. Gesundheitsförderung in der Behindertenarbeit. Wiesbaden 2019, S. 159–176.
- mit C. Ullrich: Schwangerschaft und Geburt. Ein natürlicher Gegenstand der interdisziplinären Geschlechterforschung? In: B. Kortendiek, B. Riegraf, K. Sabisch (Hrsg.): Handbuch Interdisziplinäre Geschlechterforschung. Wiesbaden 2017, S. 1111–1119.
- Chronische Erkrankung und Geburt-Erleben und Bewältigungshandeln betroffener Mütter. Osnabrück 2015, urn:nbn:de:bsz:959-opus-2330.